# Aérospatiale SA 321 Super Frelon
Aérospatiale (ранее Sud Aviation) SA 321 Super Frelon («Супер Шмель») — трехмоторный тяжелый транспортный вертолёт производства французской аэрокосмической компании Sud Aviation (впоследствии Aérospatiale). Он заслужил звание самого мощного вертолета, когда-либо построенного в Европе, а также одного из самых быстрых вертолетов в мире.
«Супер Фрелон» был развитием оригинального проекта вертолёта SE.3200 Frelon, который так и не был запущен в производство. 7 декабря 1962 года первый прототип совершил первый полет. 
23 июля 1963 года модернизированный «Супер Фрелон» совершил рекордный полет, установив новый абсолютный мировой рекорд скорости для вертолета, зафиксированный Международной авиационной федерацией с зарегистрированной скоростью 350,4 км/ч. 
Производились как гражданская, так и военная версии SA 321. Однако этот вертолёт в основном продавался военным заказчикам. В 1981 году компания Aerospatiale, преемница Sud Aviation, решила прекратить производство «Супер Фрелонов» из-за отсутствия заказов.
«Супер Фрелон» наиболее интенсивно использовался в военно-морской авиацией, такой как Авиация ВМС Франции и Военно-морские силы КНР. 30 апреля 2010 года SA 321 был выведен из эксплуатации ВМС Франции и заменен вертолётами Eurocopter EC225, в качестве временной меры до появления вертолета NHIndustries NH90. 
«Супер Фрелон» долгое время использовался в Китае, где он производился по лицензии и продавался Harbin Aircraft Industry Group как Harbin Z-8. Модернизированный Z-8, продаваемый как Avicopter AC313, совершил свой первый полет 18 марта 2010 года.

## История создания
SA.321 Super Frelon был разработан французской аэрокосмической компанией Sud Aviation на основе оригинального проекта SE.3200 Frelon. За время разработки этого летательного аппарата компания Sud Aviation приобрела известность как крупный производитель вертолётов, экспортировав больше винтокрылых машин, чем любой другой европейская компания. Выпустив популярные модели Aérospatiale Alouette II и Aérospatiale Alouette III, фирма стремилась создать линейку вертолетов, отвечающих различным ролям, функциям и требованиям к грузоподъемности. Двумя наиболее крупными моделями, разрабатывавшимися к началу 1960-х годов, были «Супер Фрелон» и Aérospatiale SA 330 Puma. «Супер Фрелон» был самым большим вертолетом, разрабатываемым фирмой, он был существенно увеличен по сравнению с более ранним Frelon и в то время считался амбициозной конструкцией.
Более ранний SE.3200 Frelon был разработан для удовлетворения требований как ВМС Франции, так и ВМС Германии, которые обнародовали подробную информацию о своих ожидаемых потребностях в тяжелом вертолете, однако, эти требования были пересмотрены заказчиком в сторону повышения характеристик вертолёта, что привело к изменению конструкции и появлению «Супер Фрелона».  Эти изменения, в частности, включали использование трёх гораздо более мощных двигателей Turbomeca Turmo IIIC, каждый из которых способен развивать мощность 1320 л.с. (980 кВт) на прототипах (позже увеличенную до 1500 л.с. (1100 кВт) на серийных моделях) вместо двигателей, установленных Frelon, имевших мощность 700л.с (560). Они приводили в движение шестилопастной несущий винт диаметром 19 метров вместо четырехлопастного винта «Фрелона» диаметром 15 метров и пятилопастный (вместо четырехлопастного) рулевой винт. В целом измененная конструкция позволила значительно увеличить полную массу с 8 010 до 12 000 килограмм, одновременно улучшив аэродинамическую эффективность и управляемость винтокрылого аппарата.
В конструкции самого большого европейского вертолета отчетливо заметно влияние вертолётов Сикорского — очень похожий несущий винт, водонепроницаемый фюзеляж с килеватым днищем, пригодный для взлётов и посадок с воды. 
Было построено два военных прототипа вертолета Super Frelon: 
транспортный SA 3210-01 совершил первый полет 7 декабря 1962 года, 
морской SA 3210-02 для ВМС Франции — 28 мая 1963 года.

## Боевое применение

### Израиль

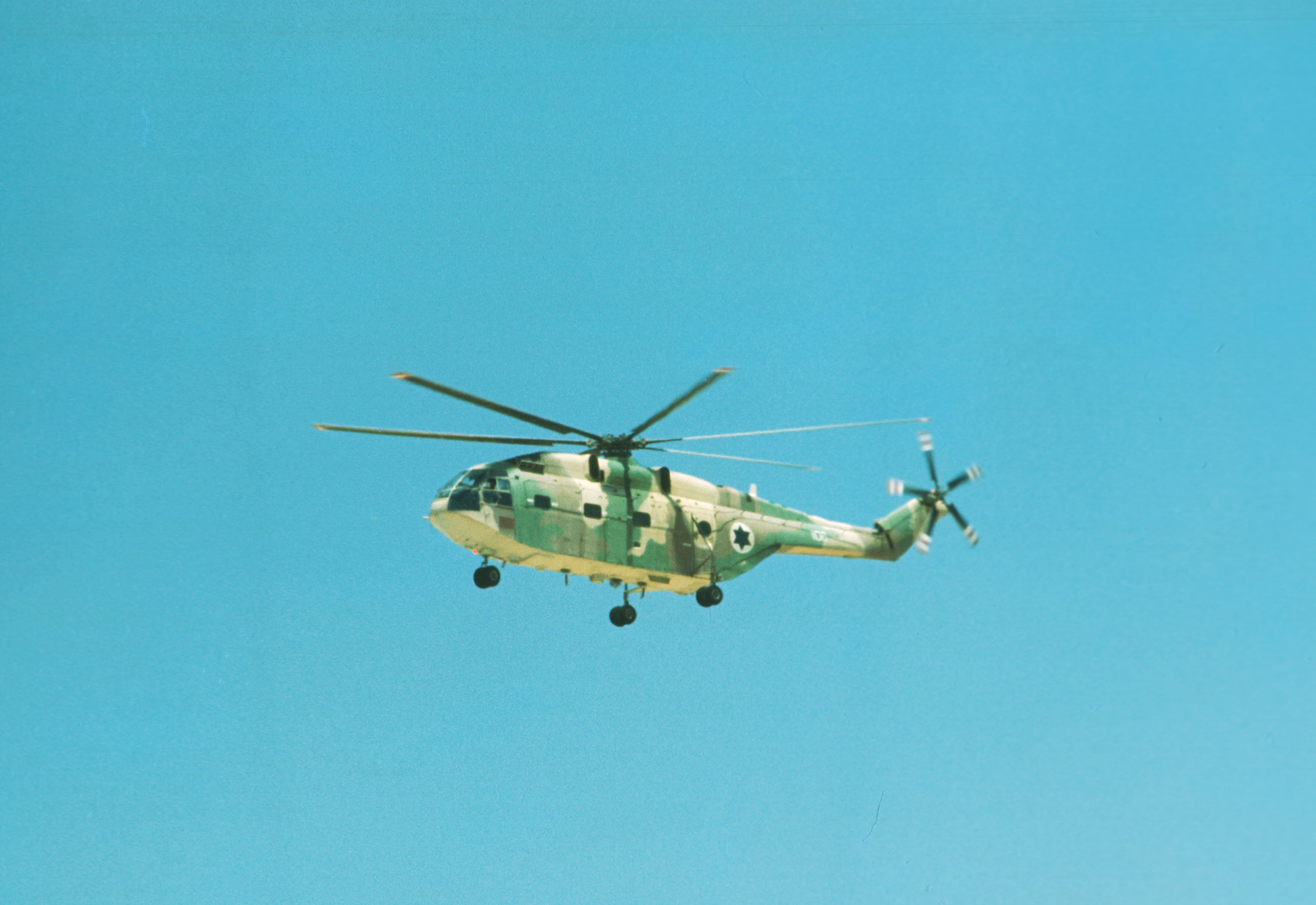
«Супер Фрелон» ВВС Израиля

27 апреля 1974 года, в ходе сражений за гору Хермон (см. Битва за Хермон), израильский транспортный «Супер Фрелон» был сбит удачным выстрелом сирийской гаубицы. Вертолёт летел для эвакуации раненых солдат и был сбит при подлёте к месту боя. Весь экипаж, шесть человек, погиб.

### Ирак
Самое широкое участие в боевых действиях и самое успешное вертолёт прошёл в армии Саддама Хусейна. Всего 16 транспортно-десантных вертолётов SA.321H Super Frelon было доставлено в 1977 году. 14 машин включили в состав ВМС Ирака. Позже несколько машин модернизировали до уровня SA.321GV (РЛС ORB 31WAS + противокорабельные ракеты «Экзосет»). Военно-морская база вертолётов располагалась в портовом городе Умм-Каср.
Ирано-иракская война
Главные успехи иракских «Супер Фрелонов» связаны с борьбой с иранским флотом и танкерами.
Несколько известных случаев применения SA.321 против иранского флота:
11 сентября 1982 года иракский SA.321 одной ракетой «Экзосет» потопил иранский IRINS Mehran. 
21 ноября 1982 года двумя «экзосетами» был сожжён иранский IRINS Rafaello. 
В конце сентября и ноября ещё два иранских военных корабля было поражено «экзосетами», но они смогли остаться боеспособными. 
4 сентября 1986 года SA.321H поразил «экзосетом» иранский корабль береговой охраны возле нефтяной платформы аль-Омаех, судно смогло отстаться боеспособным. 
Кроме этого, в ходе «танкерной войны», «Супер Фрелонами» было потоплено или уничтожено более 30 танкеров и других транспортных судов и как минимум 20 повреждено.
Два вертолёта было уничтожено иранскими истребителями. 
Первый 12 июля 1986 года — вертолёт сел на нефтяную платформу аль-Омаех на дозаправку и иранские F-14A ничего не могли сделать с ним, пришлось вызывать F-4E, вооружённый противотанковыми ракетами. Прямым попаданием ракеты AGM-65A «Маверик» «Супер Фрелон» разлетелся на куски. 
Второй был сбит 24 июня 1987 года иранским F-14A.
Самое крупное сражение с участием «Супер Фрелонов» Саддама произошло 1 июля 1984 года. Под обстрел «экзосетов» попало сразу шесть танкеров. Первые два взорвались и были уничтожены пожаром, в остальные ракеты хоть и не попали, однако спровоцировали панику на четырёх кораблях. Что в итоге привело к тому, что все четыре танкера в панике просто столкнулись друг с другом. На следующий день «Супер Фрелон» уничтожил ещё один танкер.
Дальнейшая служба
В конце 80-х пара иракских вертолётов была отправлена во Францию для ремонта и модернизации.
В ходе успешной кампании против Кувейта один вертолёт, вооружённый AM.39 «Экзосет», был потерян (вероятно сбит из ЗРК). Также были конфискованы два вертолёта, которые незадолго до войны были отправлены во Францию; сейчас эти вертолёты находятся на консервации в Мариньяне. 
В ходе дальейшей интервенции коалиционных сил один иракский SA.321H был уничтожен ракетой «воздух-поверхность» AGM-62, выпущенной самолётом ВМС США.

### Южная Африка
Южноафриканские «Супер Фрелоны» принимали участие в приграничной войне с Анголой.

## Модификации

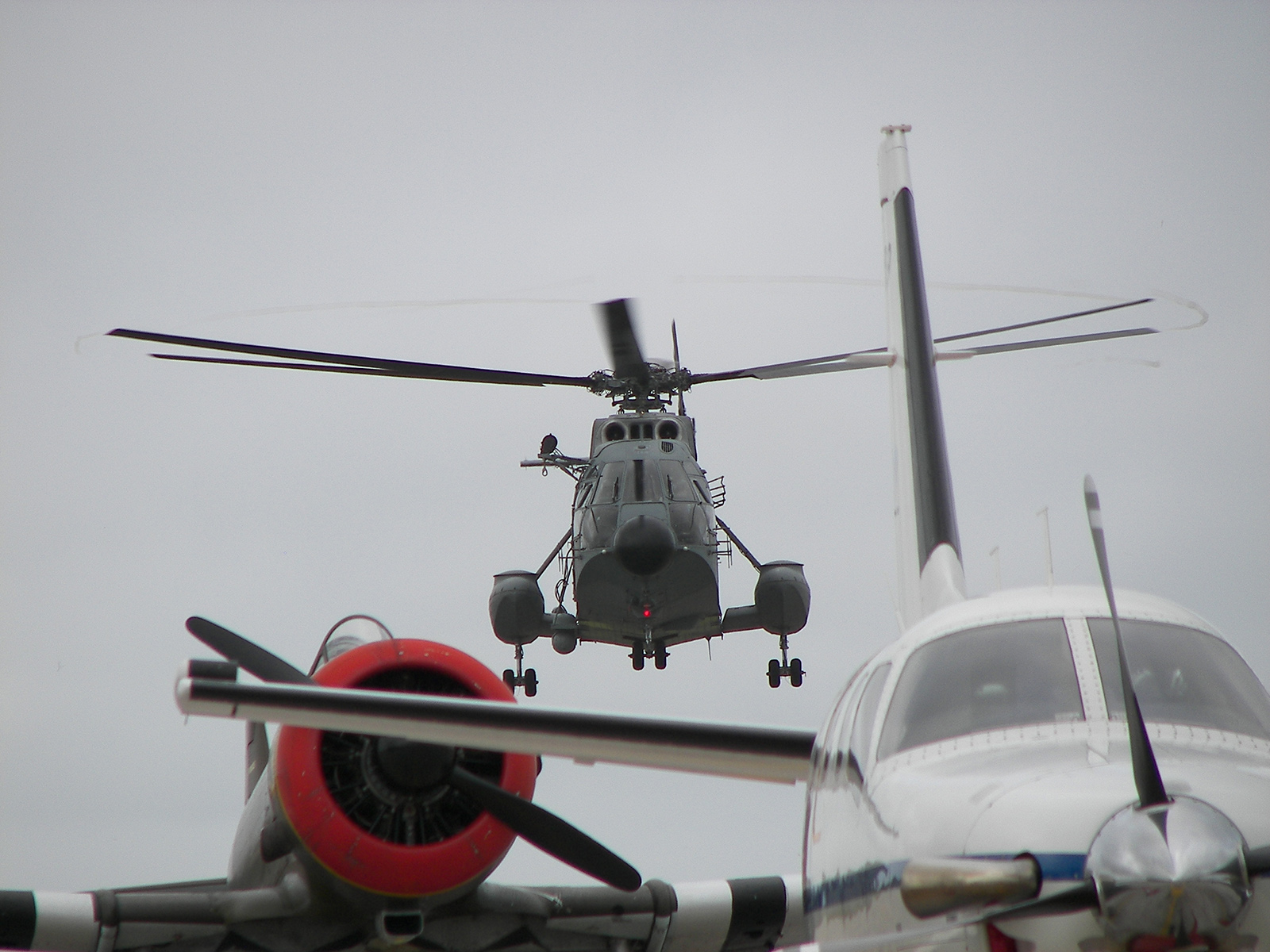
Посадка перед взлётом с авианосца Клемансо

SA.3200 Frelon
первый прототип
SA.321 Super-Frelon
предсерийный прототип, 4 экземпляра
SA.321G

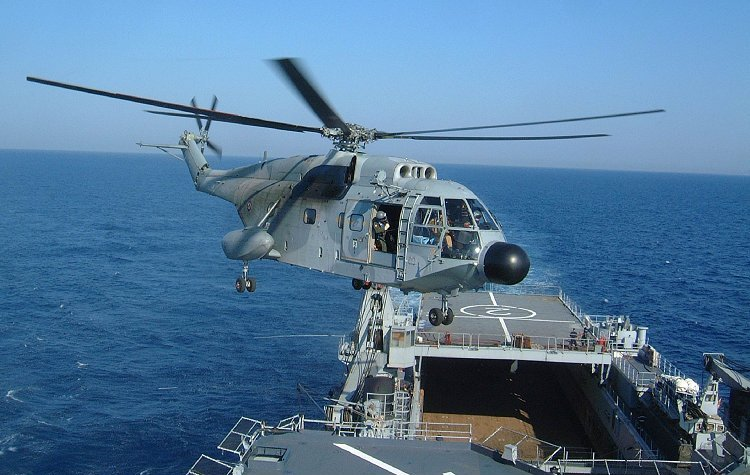
Приземление Super Frelon из авиакрыла 32F на палубу десантного корабля-дока Ouragan

противолодочная модификация для ВМС Франции, 3 двигателя Turbomeca IIIC-6, построено 26;
SA 321Ga
транспортная модификация для ВМС Франции;
SA 321GM
экспортная версия для Ливии с радаром Omera ORB-32WAS
SA 321H
экспортная версия для Ирака, двигатели Turbomeca Turmo IIIE, радар Omera ORB-31D, ПКР Exocet;
SA 321F
гражданская модификация, вмещающая 34-37 пассажиров, двигатели Turbomeca IIIC-3;
SA 321J
гражданская модификация, 27 пассажиров;
SA 321Ja
улучшенный вариант SA 321J
SA.321K
экспортная версия для Израиля
SA.321L
экспортная версия для ЮАР, установлены воздушные фильтры;
SA.321M
экспортная версия для Ливии
Changhe Z-8
китайская лицензионная версия

## Технические характеристики

Приведенные характеристики соответствуют модификации SA 321H.
Источник данных: Taylor, John W. R., 1975.

Технические характеристики
- Экипаж: 2 пилота
- Пассажировместимость: 27-30 солдат или 15 лежачих раненых с двумя сопровождающими
- Грузоподъёмность: 5000 кг
- Длина: 23,03 м
- Длина фюзеляжа: 19,4 м
- Диаметр несущего винта: 18,9 м
- Диаметр рулевого винта: 4,0 м
- Высота: 6,66 м
- Площадь, ометаемая несущим винтом: 280,6 м²
- База шасси: 6,56 м
- Колея шасси: 4,3 м
- Масса пустого: 6702 кг
- Максимальная взлётная масса: 13 000 кг
- Объём топливных баков: 3975 л (без дополнительных баков)
- Силовая установка: 3 × турбовальных Turbomeca Turmo IIIE
- Мощность двигателей: 3 × 1550 л. с. (3 × 1140 кВт)

Лётные характеристики
- Максимально допустимая скорость: 275 км/ч
- Максимальная скорость: 249 км/ч
- Практическая дальность: 820 км
- Перегоночная дальность: 1020 км (с 2×500 л дополнительными баками)
- Продолжительность полёта: 4 ч (в противолодочном варианте)
- Практический потолок: 3150 м
- Статический потолок: 2170 м (с использованием эффекта земли)
- Скороподъёмность: 6,67 м/с
- Нагрузка на диск: 46,3 кг/м²
- Тяговооружённость: 263 Вт/кг

Вооружение
- Боевая нагрузка:  
  - 4×торпеды в противолодочном варианте

## Sud-Aviation SA.321 в компьютерных играх
- Battlefield 2 - Ground Combat mod

## Операторы

### Военные
Франция
- Авиация ВМС Франции

 Израиль
- ВВС Израиля

 Китай

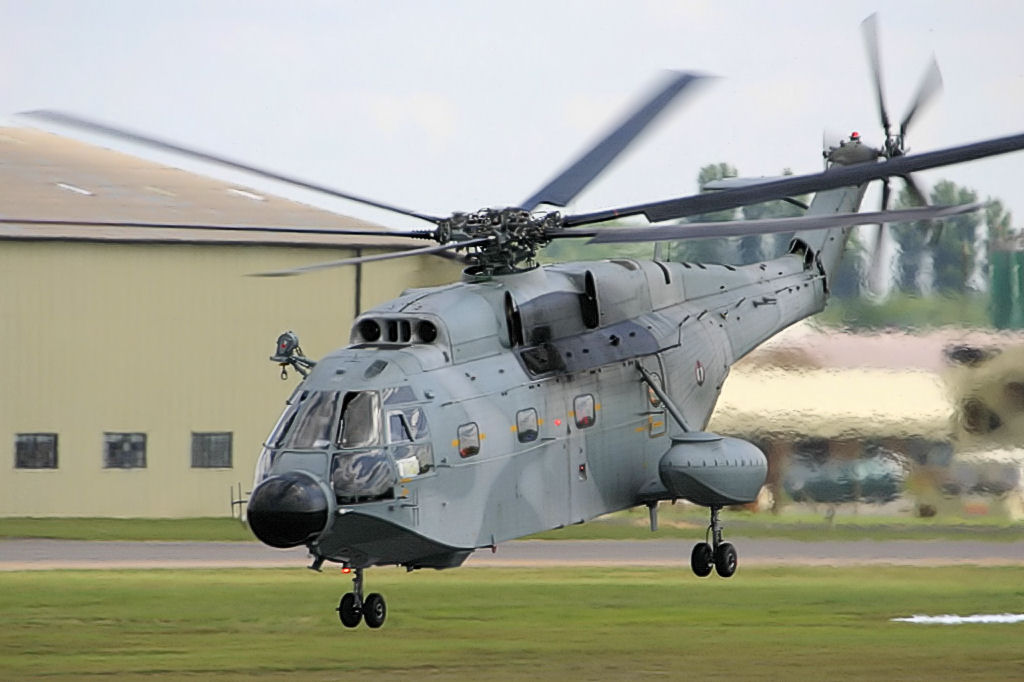
SA 321 Авиации ВМС Франции

- ВВС КНР — лицензионная китайская копия Changhe Z-8
- Сухопутные войска КНР
- Военно-морские силы КНР

 Ливия
- ВВС Ливии: 6 SA 321GM и 8 SA 321M SAR получены в 1980–1981 (по другим данным 10 и 6, соответственно)

 Ирак
- ВВС Ирака (ныне фактически отсутствуют)

 ЮАР
- ВВС ЮАР: 16 SA 321L, заказанных в 1965 году получены двумя годами позже.

 Мальта2 ливийских SA 321M, возвращены в 1980 году
 Норвегия1 вертолёт, BAT
 Нидерланды3 вертолёта
 Заир1 SA-321J  в 12-й авиагруппе связи

### Гражданские
Греция
- Olympic Airlines

 Индонезия
- Pelita Air Service